# 帕爾特納赫河
47°29′59.5″N 11°5′17.5″E / 47.499861°N 11.088194°E

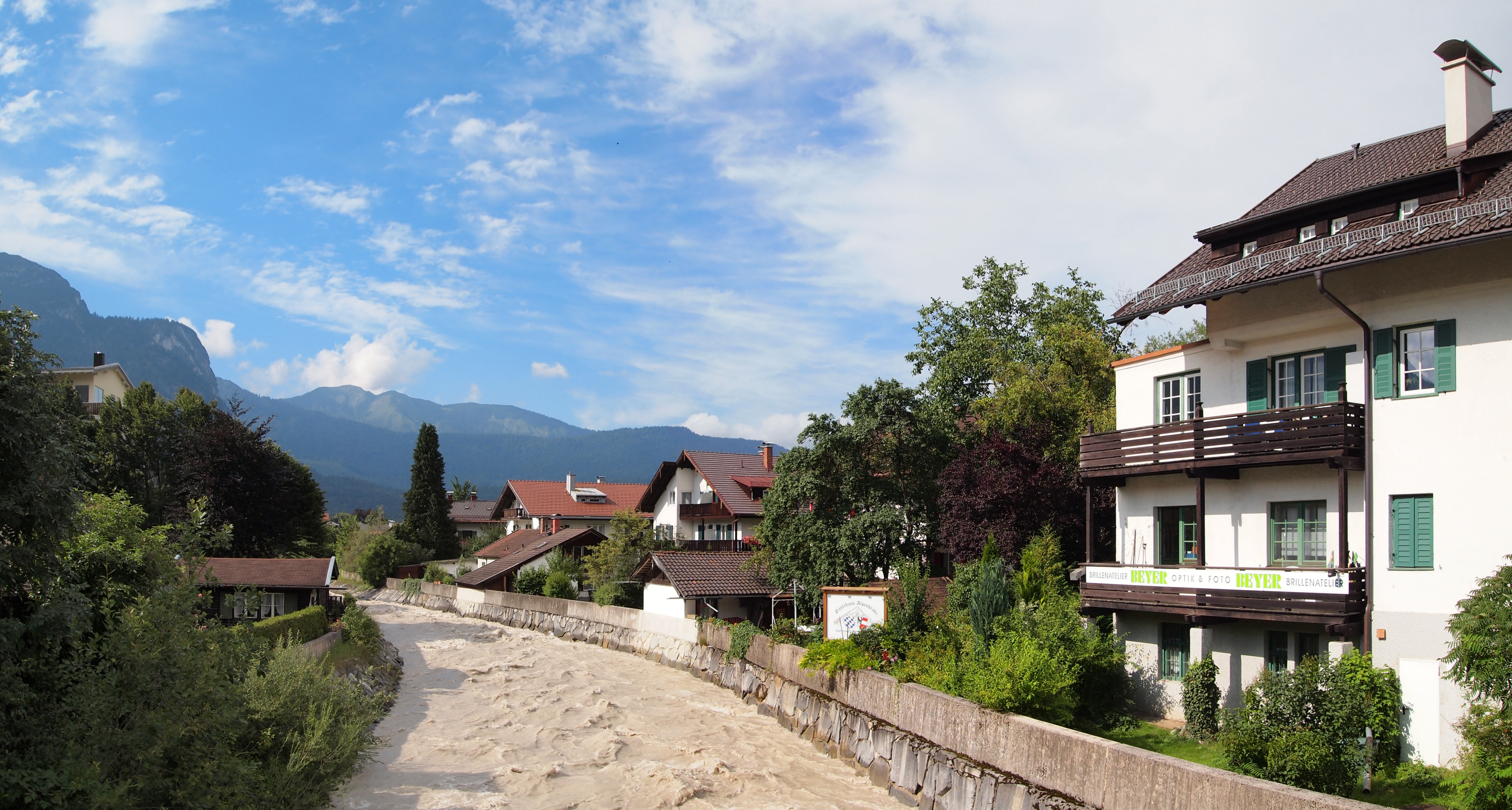
河景

帕爾特納赫河（德語：Partnach），是德國的河流，位於該國東南部，由巴伐利亞負責管轄，屬於洛伊薩赫河的支流，河道全長18公里，流域面積129平方公里。

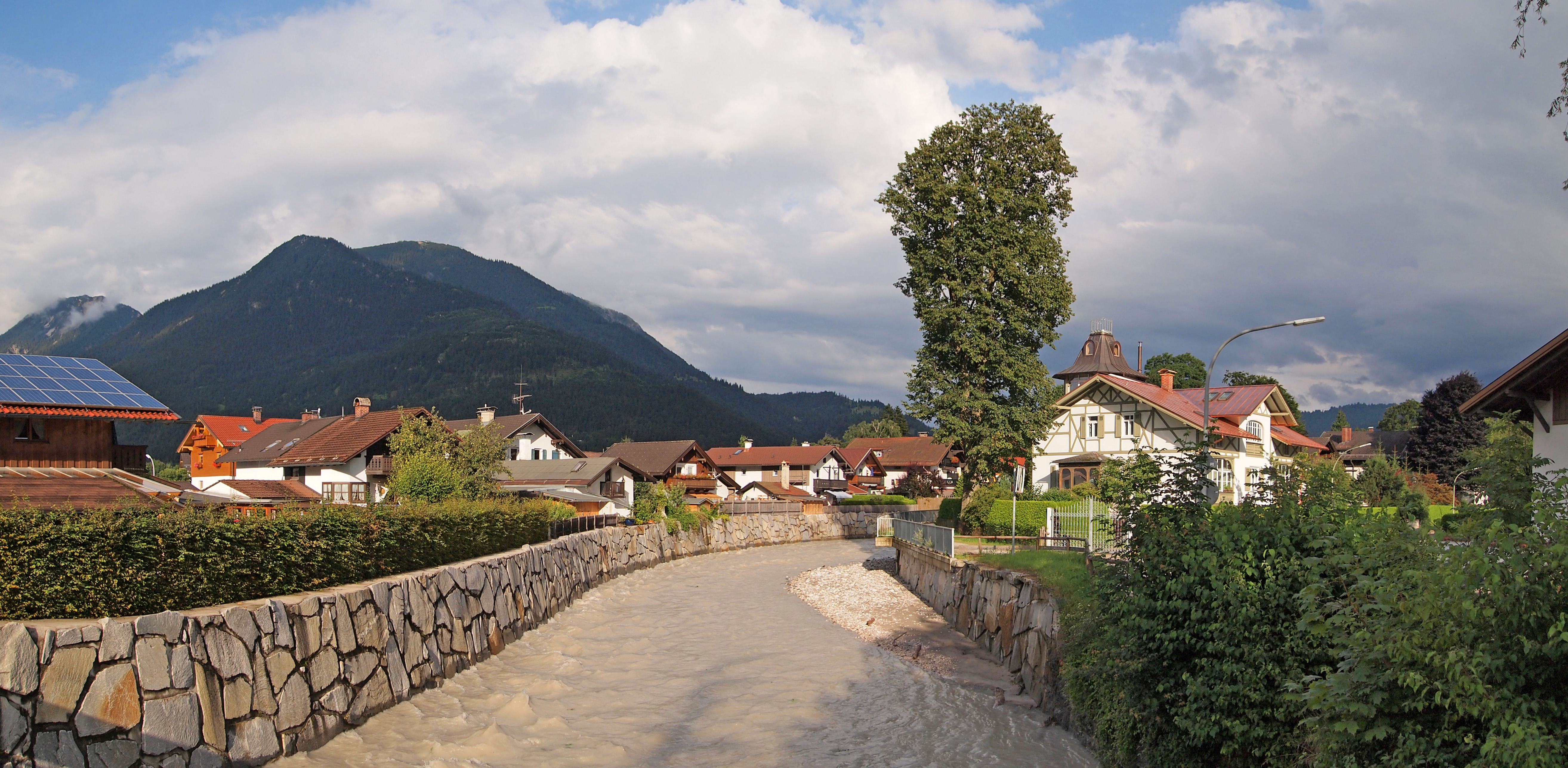
河景（2）
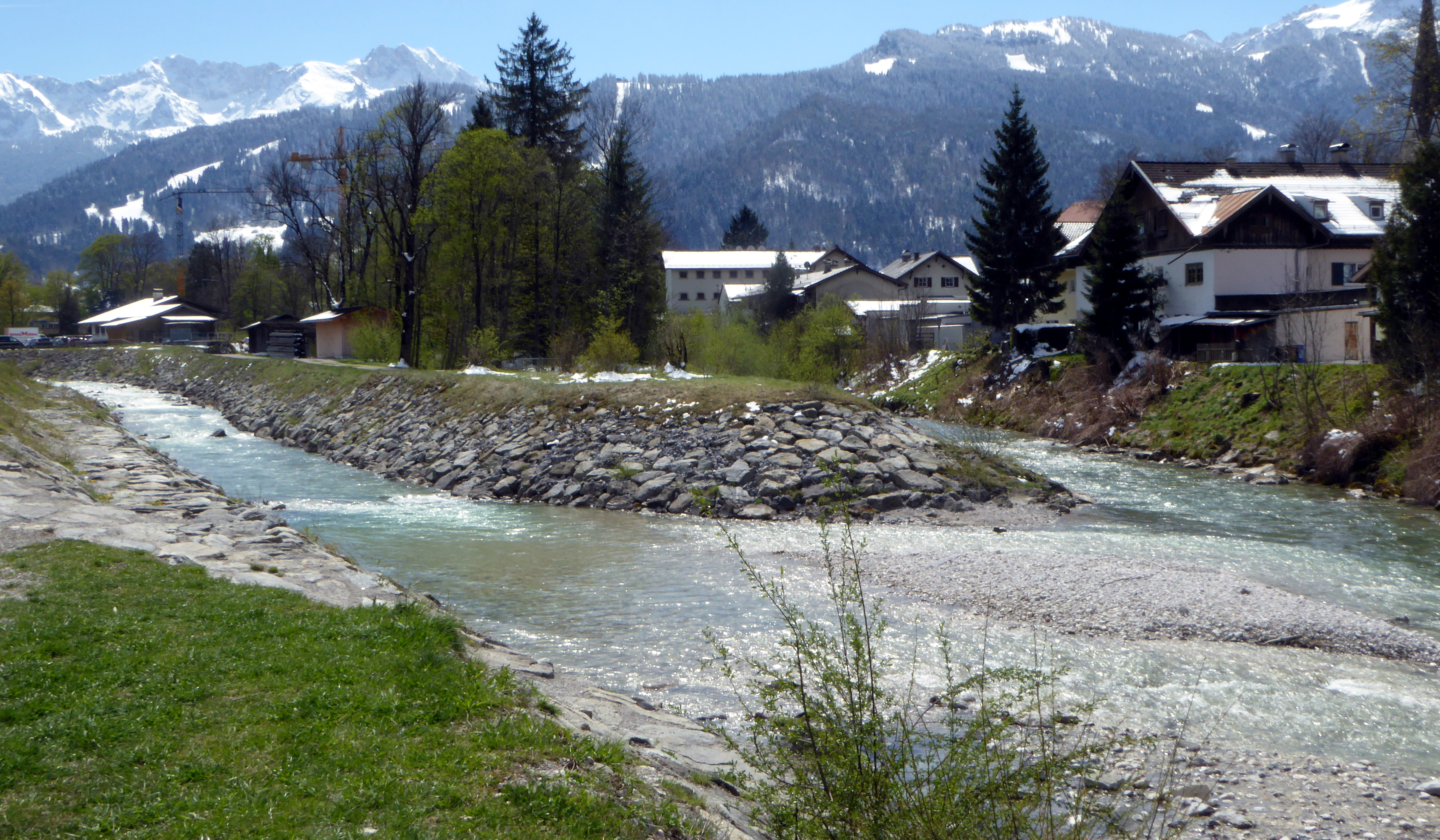
河景（3）
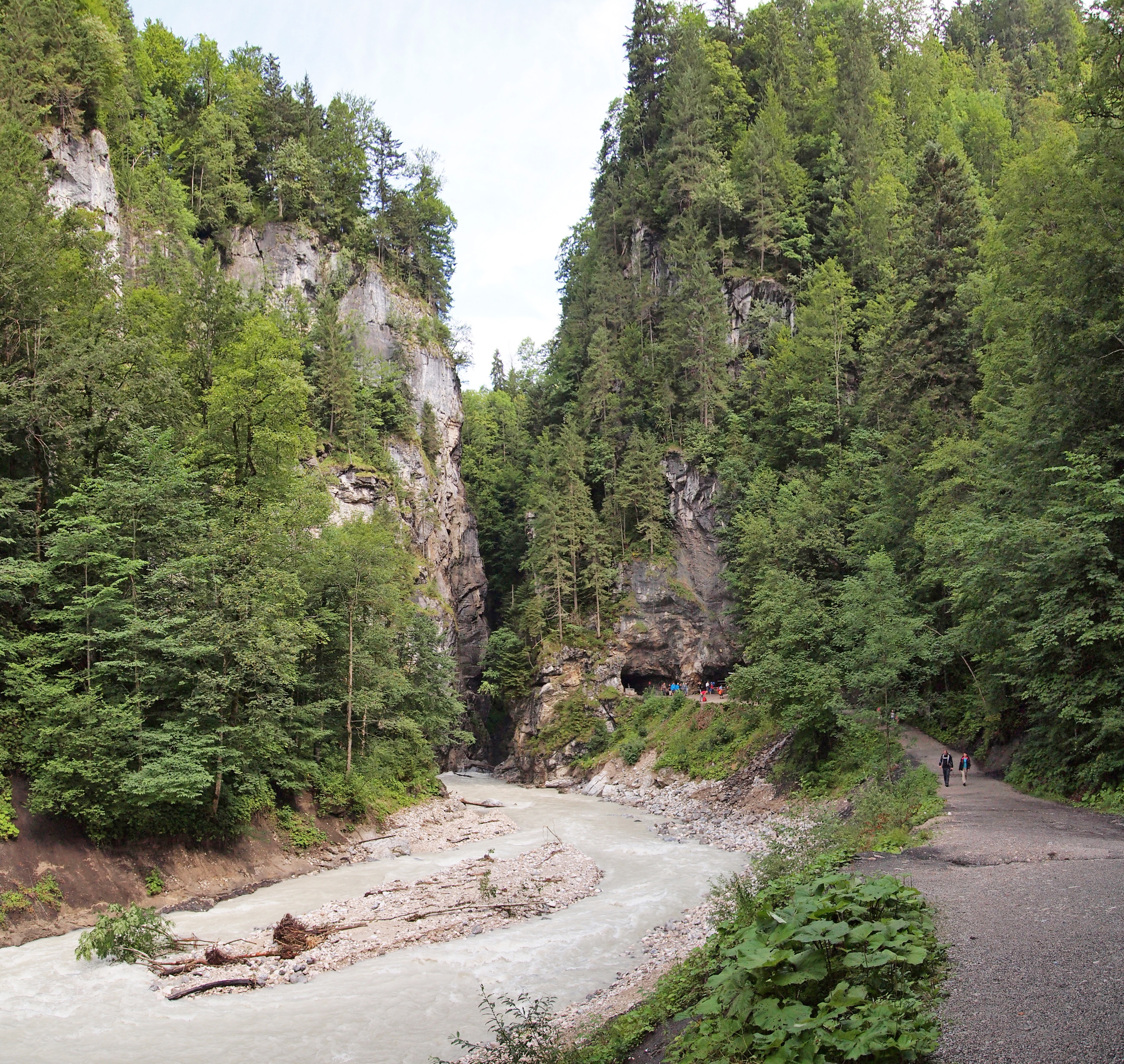
河景（4）
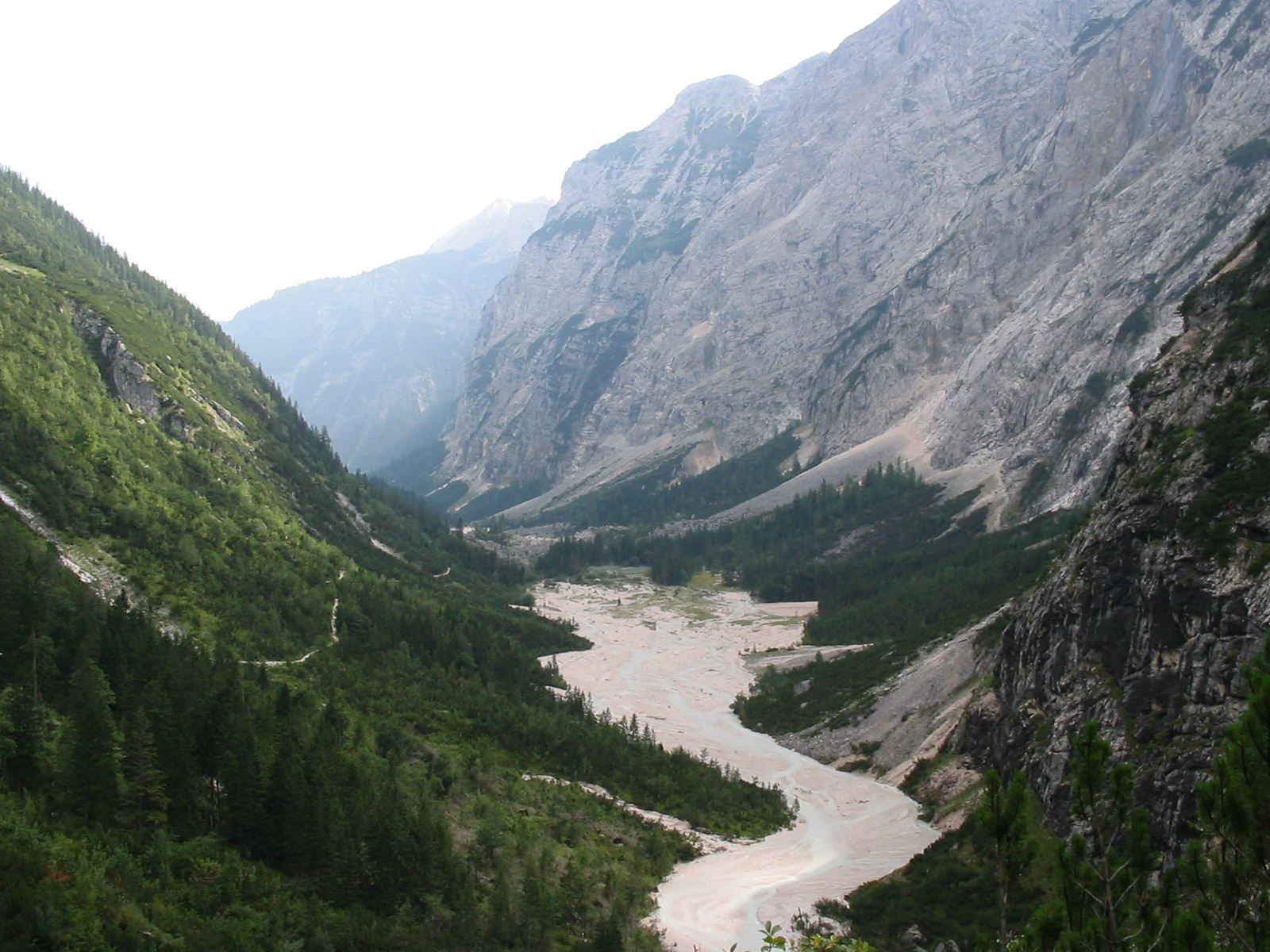
河景（5）
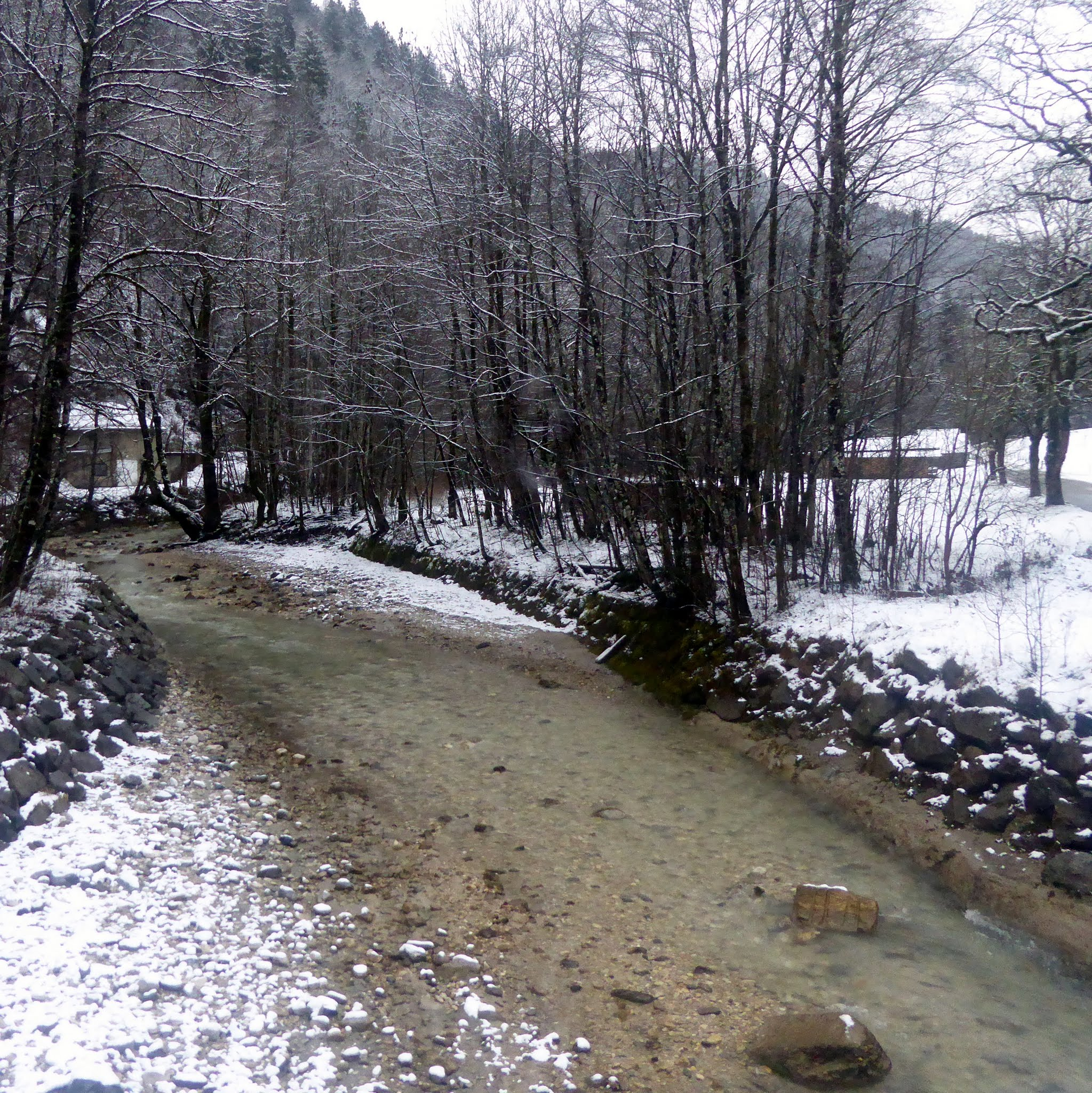
冬季河景